# Damalis kottayamensis
Damalis kottayamensis är en tvåvingeart som beskrevs av Joseph och Parui 1995. Damalis kottayamensis ingår i släktet Damalis och familjen rovflugor.
Artens utbredningsområde är Kerala (Indien). Inga underarter finns listade i Catalogue of Life.